# Shuhei Hoshino
Shuhei Hoshino (jap. 星野 秀平, Hoshino Shuhei; * 19. Dezember 1995 in der Präfektur Saitama) ist ein japanischer Fußballspieler.

## Karriere
Shuhei Hoshino erlernte das Fußballspielen in der Mannschaft der Sakado Diplomats, der Schulmannschaft der RKU Kashiwa High School sowie in der Universitätsmannschaft der Ryūtsū-Keizai-Universität. Seinen ersten Vertrag unterschrieb er 2018 bei Albirex Niigata (Singapur). Der Verein, der in der ersten Liga von Singapur, der S. League, spielte ist ein Ableger des japanischen Zweitligisten Albirex Niigata. In der Saison 2018 wurde er mit Niigata Meister. In 23 Spielen schoss er 19 Tore und wurde Torschützenkönig der Liga. Nach einem Jahr wechselte er nach Südkorea. Hier unterschrieb er einen Vertrag bei Busan Transportation Corporation FC. Das Fußballfranchise aus Busan spielte in der dritten Liga des Landes, der Korea National League. Nach 12 Spielen und einem Tor kehrte er 2020 nach Singapur zurück. Hier schloss er sich dem Erstligisten Balestier Khalsa an. Nach 83 Ligaspielen, in denen er 36 Treffer erzielte, wechselte er im Januar 2024 zum Ligakonkurrenten Albirex Niigata (Singapur). Der Verein ist ein Ableger des japanischen Vereins Albirex Niigata.

## Erfolge
Albirex Niigata (Singapur)
- Singapurischer Meister: 2018
- Singapore Cup: 2018

## Auszeichnungen
- Singapore Premier League: Torschützenkönig 2018 (19 Tore/Albirex Niigata)